# Port Royal (Pensilvânia)
Port Royal é um distrito localizado no estado norte-americano de Pensilvânia, no Condado de Juniata.

## Demografia
Segundo o censo norte-americano de 2000, a sua população era de 977 habitantes.
Em 2006, foi estimada uma população de 968, um decréscimo de 9 (-0.9%).

## Geografia
De acordo com o United States Census Bureau tem uma área de
1,8 km², dos quais 1,7 km² cobertos por terra e 0,1 km² cobertos por água.

## Localidades na vizinhança
O diagrama seguinte representa as localidades num raio de 16 km ao redor de Port Royal.